# خيخون لكرة السلة

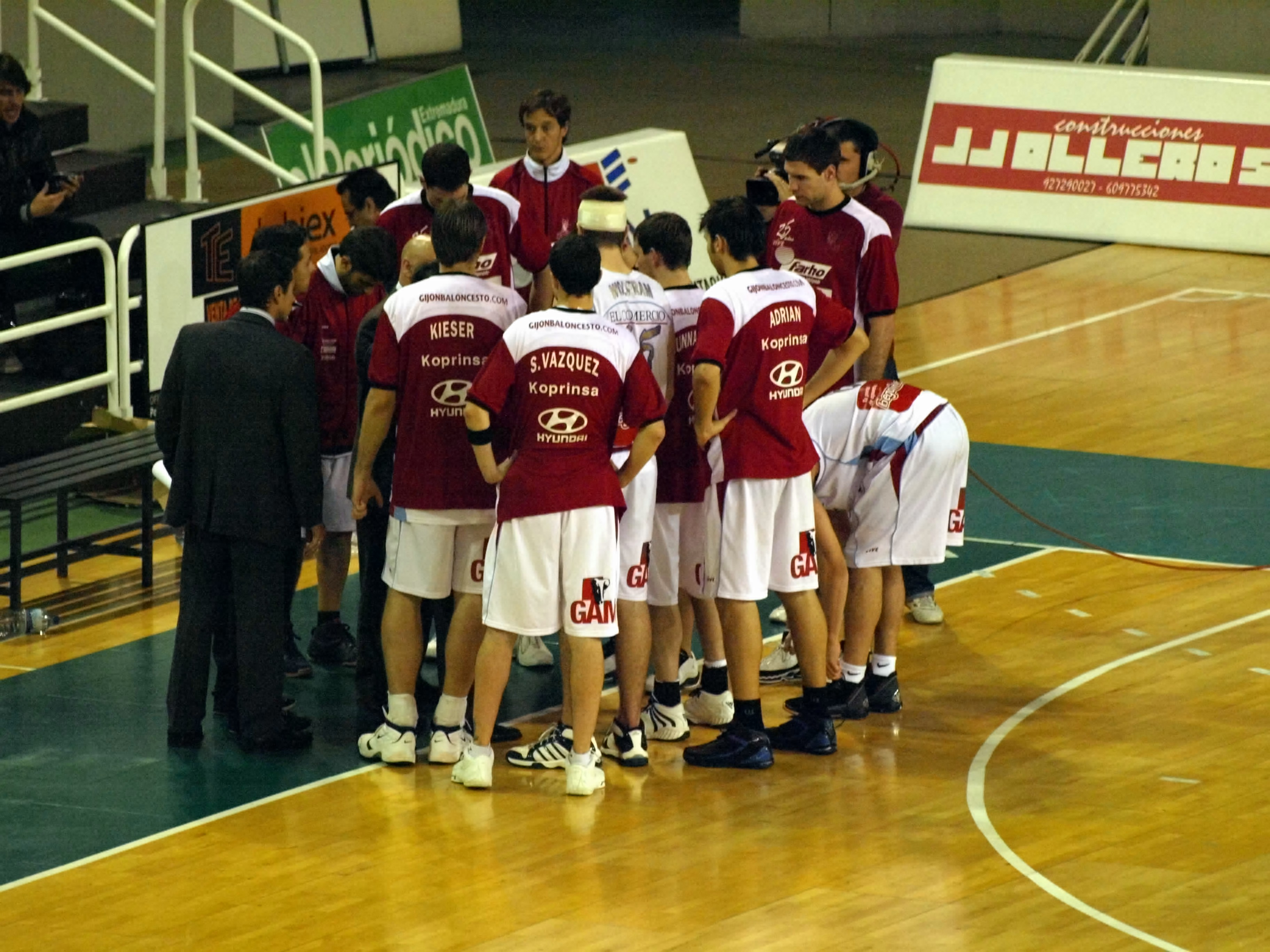
الفريق في 2007

خيخون لكرة السلة (بالإسبانية: Gijón Baloncesto)‏ هو فريق كرة سلة إسباني تأسس في سنة 1982 يقع في خيخون بمنطقة أستورياس. لعب في الدوري الإسباني لكرة السلة.

## أبرز اللاعبين
- ساؤول بلانكو
- لويس سكولا
- هيرنان جاسن